# Naturret
Naturret er en forestilling om, at der eksisterer en almengyldig retsorden eller retstilstand, der er ikke er fastsat af mennesker, og som er overordnet den menneskeskabte positive ret. Forestillingen om, at retten er noget givet, et vilkår, som mennesket ikke selv har skabt, kan knytte sig til:
- Noget naturligt (retten er et naturfænomen ligesom solen/regnen)[3]
- Noget overnaturligt (lovene er givet af Gud)[4][5]
- Menneskets fornuft[5]
- En indre retsfølelse, en fornemmelse for retfærdighed

Naturretten har tråde tilbage til antikken, hvor Aristoteles i Politik bl.a. sondrede mellem de menneskeskabte love og den "universelle " lov.
Grundlaget for den nyere naturret tilskrives teologen Thomas Aquinas, der i værket "Lex Naturalis" systematiserede og beskrev naturretten som en guddommelig retsorden. Aquinas argumenterer med, at mennesker har fornuft, og da fornuft er skabt af Gud, er alle mennesker hellige og uvurderlige i forhold til andre gudsskabte ting og væsener, hvilket leder til, at alle mennesker er lige og besidder rettigheder, som intet menneske kan fjerne. Den evige guddommelige lov (lex aeterna) har skabt og indrettet verden, og Gud har åbnbaret hovedprincipperne, De 10 bud (lex divina), for mennesket. De dele af lex aeterna, som mennesker kan forstå, er den naturlige lov, lex naturale. Thomas Aquinas argumenterer for, at de love, der er skabt af mennesker (de positive love) ikke kan stride mod De 10 Bud og naturretten.